# 狮子山街道 (武汉市)
狮子山街道，是中华人民共和国湖北省武汉市洪山区下辖的一个乡镇级行政单位。

## 行政区划
狮子山街道下辖以下地区：
华农东社区、华农西社区、珞狮路社区、省农科院社区、通惠社区、712所社区、湖工社区、武南铁路社区、狮南社区、南湖山庄社区和玫瑰湾社区。